# Okrúhle
Okrúhle est un village de Slovaquie situé dans la région de Prešov.

## Histoire
Première mention écrite du village en 1414.

## Démographie

### Évolution de la population
| Année:               | 1994. | 2004.   | 2014.   | 2024.    |
| -------------------- | ----- | ------- | ------- | -------- |
| Nombre de personnes: | 628   | 641     | 636     | 562      |
| Différence:          |       | +2,07 % | -0,78 % | -11,63 % |

| Année:               | 2023. | 2024.   |
| -------------------- | ----- | ------- |
| Nombre de personnes: | 563   | 562     |
| Différence:          |       | -0,17 % |